# Casse-museau
Le casse-museau (de l'occitan cachamusèl 'écrase museau') est une spécialité culinaire de la cuisine tarnaise sucrée. Il est surtout connu autour de Brassac.

## Historique
C'est un gâteau traditionnel des monts de Lacaune, pays d'élevage ovin laitier pour la fabrication du fromage de roquefort. Comme la flaune du Rouergue, c'est un gâteau qui provient de recettes ancestrales de tradition locale. Son nom est à rapprocher du casse-museau du Poitou.
Une légende rapporte qu'au Moyen Âge, les villageois brassagais auraient fait fuir un dragon sorti de l'Agout en lui jetant des gâteaux très durs à la tête.
Ce produit, tombé en désuétude par son côté très dur, a été modifié et sa recette codifiée par un pâtissier de Brassac, pour en faire un produit à croute croustillante et cœur fondant.

## Recette
La pâte est obtenue en mélangeant du caillé de lait de brebis, de la farine, du beurre, des œufs, des zestes de citron et de la levure. La pâte est répartie en boules qui sont cuites à four chaud. En cours de cuisson, quand les boules sont dorées, elles sont fendues en croix sur le dessus et elles finissent de cuire à feu plus doux. Le but de la cuisson est d'avoir une enveloppe dure et croustillante et un cœur moelleux.

## Filmographie
Dans le film L'Élève Ducobu (2011) de Philippe de Chauveron, Monsieur Buque (Jean-François Gallotte), le responsable du foyer où la classe de Ducobu part en classe verte, propose sa propre recette du casse-museau : des petites boulettes de fromage dont la chaleur brûle le palais.

## Sources